# Ухвати ритам 2: На улици
Ухвати ритам 2: На улици (енгл. Step Up 2: The Streets) амерички је љубавни филм из 2008. године, у режији Џона М. Чуа, по сценарију Тони Ен Џонсон и Карен Барне. Други је део филмске серије Ухвати ритам и наставак филма Ухвати ритам из 2006. године. Главне улоге глуме Бријана Евиган, Роберт Хофман, Вил Кемп и Кејси Вентура.
Смештен у измишљену уметничку школу у Мериленду, прича се врти око бунтовне уличне плесачице Енди Вест (Евиган) која долази у елитну школу где покушава да се уклопи, док истовремено жели да задржи свој стари живот. Касније се удружује са најзгоднијим плесачем у школи Чејсом Колинсом (Хофман) како би формирала екипу аутсајдера из разреда који ће се такмичити у плесној бици у Балтимору, проналазећи начин да живи свој сан док гради мост између своја два одвојена света.
Премијерно је приказан 14. фебруара 2008. године. Иако је добио боље критике од свог претходника, оне су и даље већином биле негативне, али је остварио комерцијални успех, зарадивши 150,8 милиона долара широм света наспрам буџета од 17,5 милиона долара. Наставак, Ухвати ритам , приказан је 2010. године.

## Радња
Филм прати бунтовну уличну плесачицу Енди (Бријана Евиган). Она уписује елитну уметничку школу у Мериленду трудећи се да се уклопи у нову средину, али и да задржи свој стари начин живота. Када се прикључи групи с најбољим играчем — Чејсом (Роберт Хофман), на челу, која ће учествовати на балтиморском уличном такмичењу у плесу, дефинитивно ће пронаћи начин да оствари свој сан, градећи мост између своја два одвојена света.

## Улоге
| Глумац           | Улога                   |
| ---------------- | ----------------------- |
| Бријана Евиган   | Андреа Вест             |
| Роберт Хофман    | Чејс Колинс             |
| Адам Севани      | Роберт „Мус” Александер |
| Вил Кемп         | Блејк Колинс            |
| Кејси Вентура    | Софи Донован            |
| Кристофер Скот   | Хер                     |
| Хари Шам Млађи   | Кејбл                   |
| Џанел Кембриџ    | Флај                    |
| Лајон Данцлер    | Смајлс                  |
| Луис Розадо      | Монстер                 |
| Мари Кода        | Џени Кидо               |
| Сонја Сон        | Сара                    |
| Блејк Томас      | Такер                   |
| Телиша Шо        | Фелиша                  |
| Данијела Поланко | Мелиса Серано           |